# Tetanops corsicana
Tetanops corsicana är en tvåvingeart som beskrevs av Becker 1909. Tetanops corsicana ingår i släktet Tetanops och familjen fläckflugor. Inga underarter finns listade i Catalogue of Life.